# Nordine Taleb
Nordine Taleb (Saint-Tropez, 1º de junho de 1981) é um lutador de MMA que atualmente compete na categoria peso-meio-médio do Ultimate Fighting Championship.

## Carreira no MMA

### Início no MMA
Taleb iniciou na carreira profissional com um vitória por decisão unânime e uma derrota por nocaute técnico, em seguida. Depois de obter mais quatro vitórias em todo o Canadá, Taleb lutou contra Pete Sell no Ring of Combat 38 pelo Cinturão Meio-Médio. Taleb era mais rápido e foi capaz de se mover dentro e fora de alcance rapidamente, o que reduziu a quantidade de ataques aplicados por Sell. No segundo round. Taleb derrubou Sell com um cruzado de direita e seguiu golpeando com o oponente no chão. O árbitro parou o combate no início do segundo round e decretou vitória para Taleb, que se tornara o novo dono do Cinturão Meio-Médio do ROC.

### Bellator Fighting Championship
Em 2011, Taleb assinou com o Bellator e fez sua estreia no Bellator 64 contra Matt Secor. . Taleb dominou a luta e acabou venceundo Secor por decisão unânime (30-27, 30-27, 30-24).
A segunda luta pelo Bellator foi contra Matt MacGrath, em categoria de Peso Casado (180 lbs). Taleb controlou MacGrath no início do round utilizando sua vantagem na envergadura com socos em linha reta. MacGrath voltou bem para o segundo round, mas foi derrubado após Taleb conectar um bom soco de esquerda. Taleb venceu por nocaute técnico.
Taleb então foi escalado para participar da sétima temporada do Torneio Meio-Médio do Bellator. Seu oponente nas quartas de final seria o ex-campeão do DREAM, Marius Žaromskis. Taleb perdeu por decisão unânime.

### The Ultimate Fighter
Em dezembro de 2013, foi anunciado que Taleb foi um dos selecionados para representar o Canadá no The Ultimate Fighter Nations: Canadá vs. Austrália. Em sua primeira luta, Taleb perdeu para Tyler Manawaroa por decisão unânime após três rounds.
Em um movimento raro, o UFC revelou em março 2014 que Taleb também apareceria como um participante na próxima temporada do programa, The Ultimate Fighter: Team Edgar vs. Team Penn. Taleb perdeu por decisão unânime na rodada de eliminação para Mike King.

### Ultimate Fighting Championship
Apesar de ter sido anunciado como um dos participantes no The Ultimate Fighter: Team Edgar vs. Team Penn, Taleb apareceu no evento que antecederia a temporada do reality show, enfrentando Vik Grujic no UFC Fight Night: Bisping vs. Kennedy. Ele venceu por decisão unânime.
Taleb enfrentou Li Jingliang em 4 de Outubro de 2014 no UFC Fight Night: MacDonald vs. Saffiedine. Após uma luta muito equilibrada, Taleb foi anunciado vencedor por decisão dividida.
Taleb era esperado para enfrentar Cláudio Silva em 25 de Abril de 2015 no UFC 186. No entanto, uma lesão tirou Silva da luta e Taleb enfrentou seu conterrâneo Chris Clements. Ele venceu a luta por decisão unânime.
Taleb enfrentou o vencedor do TUF Brasil 3 Warlley Alves em 1 de Agosto de 2015 no UFC 190 e perdeu no segundo round por finalização guilhotina.
Taleb é esperado para enfrentar o brasileiro Erick Silva em 05 de Março de 2016 no UFC 197: dos Anjos vs. McGregor.

## Cartel no MMA
| Cartel no MMA   |             |            |
| 22 lutas        | 15 vitórias | 7 derrotas |
| Por nocaute     | 7           | 3          |
| Por finalização | 0           | 2          |
| Por decisão     | 8           | 2          |

| Res.    | Cartel | Oponente              | Método                           | Evento                                    | Data       | Round | Tempo | Local                     | Notas                                                  |
| ------- | ------ | --------------------- | -------------------------------- | ----------------------------------------- | ---------- | ----- | ----- | ------------------------- | ------------------------------------------------------ |
| Derrota | 15-7   | Muslim Salikhov       | Nocaute (soco)                   | UFC 242: Khabib vs. Poirier               | 07/09/2019 | 1     | 4:26  | Abu Dhabi                 |                                                        |
| Vitória | 15-6   | Kyle Prepolec         | Decisão (unânime)                | UFC Fight Night: Iaquinta vs. Cowboy      | 04/05/2019 | 3     | 5:00  | Ottawa                    |                                                        |
| Derrota | 14-6   | Sean Strickland       | Nocaute Técnico (socos)          | UFC Fight Night: Volkan vs. Smith         | 27/10/2018 | 2     | 3:10  | Moncton, New Brunswick    |                                                        |
| Derrota | 14-5   | Cláudio Silva         | Finalização (mata leão)          | UFC Fight Night: Thompson vs. Till        | 27/05/2018 | 1     | 4:31  | Liverpool                 |                                                        |
| Vitória | 14-4   | Danny Roberts         | Nocaute (chute na cabeça e soco) | UFC on Fox: Lawler vs. dos Anjos          | 16/12/2017 | 1     | 0:59  | Winnipeg, Manitoba        | Performance da Noite.                                  |
| Vitória | 13-4   | Oliver Enkamp         | Decisão (unânime)                | UFC Fight Night Gustafsson vs. Teixeira   | 28/05/2017 | 3     | 5:00  | Estocolmo                 |                                                        |
| Derrota | 12-4   | Santiago Ponzinibbio  | Decisão (unânime)                | UFC Fight Night: Lewis vs. Browne         | 19/02/2017 | 3     | 5:00  | Halifax, Nova Scotia      |                                                        |
| Vitória | 12-3   | Erick Silva           | Nocaute (soco)                   | UFC 196: McGregor vs. Diaz                | 05/03/2016 | 2     | 1:34  | Las Vegas, Nevada         |                                                        |
| Derrota | 11-3   | Warlley Alves         | Finalização (guilhotina)         | UFC 190: Rousey vs. Correia               | 01/08/2015 | 2     | 4:11  | Rio de Janeiro            |                                                        |
| Vitória | 11-2   | Chris Clements        | Decisão (unânime)                | UFC 186: Johnson vs. Horiguchi            | 25/04/2015 | 3     | 5:00  | Montreal, Quebec          |                                                        |
| Vitória | 10-2   | Li Jingliang          | Decisão (dividida)               | UFC Fight Night: MacDonald vs. Saffiedine | 04/10/2014 | 3     | 5:00  | Halifax, Nova Scotia      |                                                        |
| Vitória | 9–2    | Vik Grujic            | Decisão (unânime)                | UFC Fight Night: Bisping vs. Kennedy      | 16/04/2014 | 3     | 5:00  | Quebec City, Quebec       | Estréia no UFC.                                        |
| Derrota | 8–2    | Marius Žaromskis      | Decisão (unânime)                | Bellator 74                               | 28/09/2012 | 3     | 5:00  | Atlantic City, New Jersey | Quartas de Final do Torneio Meio Médio da 7ª Temporada |
| Vitória | 8–1    | Matt MacGrath         | Nocaute técnico (socos)          | Bellator 67                               | 04/05/2012 | 2     | 2:30  | Rama, Ontario             | Peso Casado (180 lbs).                                 |
| Vitória | 7–1    | Matt Secor            | Decisão (unânime)                | Bellator 64                               | 06/04/2012 | 3     | 5:00  | Windsor, Ontario          |                                                        |
| Vitória | 6–1    | Pete Sell             | Nocaute técnico (socos)          | Ring of Combat 38                         | 28/11/2011 | 2     | 0:53  | Atlantic City, New Jersey | Ganhou o Cinturão Meio Médio do Ring of Combat.        |
| Vitória | 5–1    | Szymon Boniecki       | Nocaute técnico (socos)          | UGC 28 - Montreal                         | 01/10/2011 | 1     | 1:52  | Montreal, Quebec          |                                                        |
| Vitória | 4–1    | John Salgado          | Nocaute (chute na cabeça)        | Eye of the Tiger                          | 11/06/2011 | 1     | 2:50  | Montreal, Quebec          |                                                        |
| Vitória | 3–1    | Chad Cox              | Decisão (unânime)                | W-1 MMA 6 - New Ground                    | 23/10/2010 | 3     | 5:00  | Halifax, Nova Scotia      |                                                        |
| Vitória | 2–1    | Dean Martins          | Nocaute técnico (socos)          | W-1 MMA 4 - Bad Blood                     | 20/03/2010 | 2     | 2:54  | Montreal, Quebec          |                                                        |
| Derrota | 1–1    | Guillaume DeLorenzi   | Nocaute técnico (socos)          | XMMA 3 - Ring Extreme                     | 14/03/2008 | 3     | 3:46  | Victoriaville, Quebec     |                                                        |
| Vitória | 1–0    | Louis-Philippe Carles | Decisão (unânime)                | XMMA 2 - Gold Rush                        | 24/11/2007 | 3     | 5:00  | Victoriaville, Quebec     |                                                        |